# シクロペンタン
シクロペンタン (cyclopentane) は、分子式 C5H10、分子量 70.13 のシクロアルカンである。別名、ペンタメチレン (pentamethylene) 。
融点 −94 ℃、沸点49 ℃。常温では無色の低沸点液体で、穏和な甘い臭気を有する。水に不溶であるが、エタノール、アセトンなど多くの有機溶媒に可溶である。石油精製の石油エーテル留分に含まれるものを精製するか、シクロヘキサンをアルミナ触媒で高温高圧下、接触分解して製造される。
1,4-ジブロモブタンとマロン酸ジエステルとの環化反応により合成することができる。シクロペンタンは1893年にドイツの化学者ヨハネス・ウィスリツェヌスによって初めて調製された。

## 危険性
引火性が強い危険物である。呼気から吸収されると「めまい、頭痛、吐き気、意識喪失、脱力感」の懸念がある。経口からの摂取では「腹痛、下痢、めまい、吐き気、咽頭痛」の懸念がある。消防法に定める第4類危険物 第1石油類に該当する。

## 配座

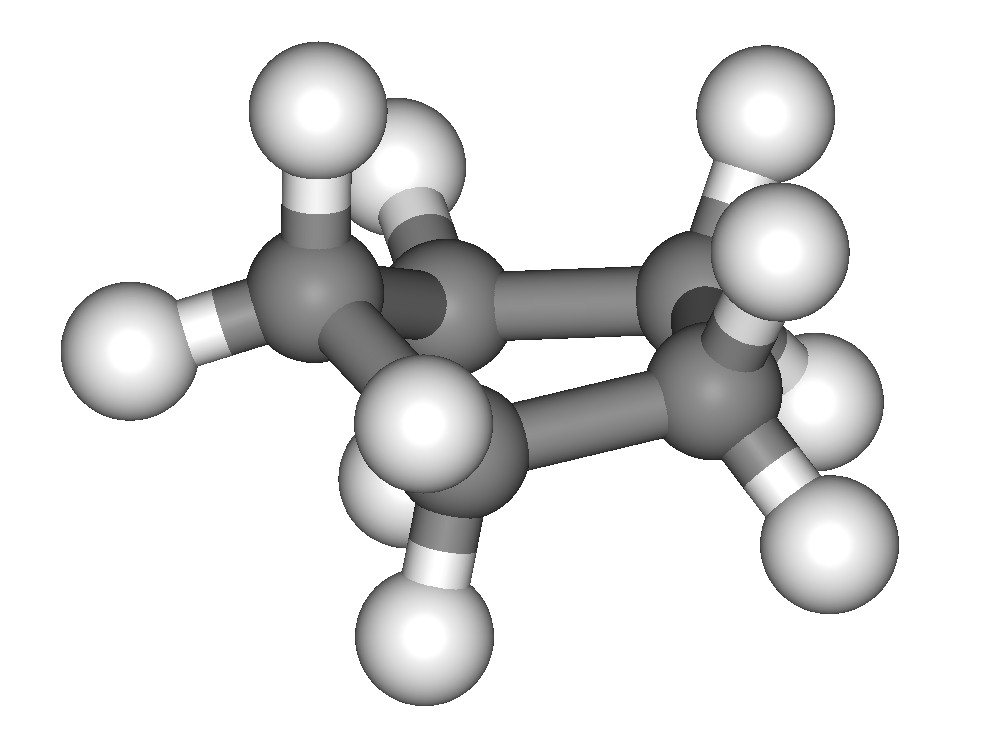
封筒（envelope、エンベロープ）形配座。シクロペンタンの典型的な立体配座。
半いす形（half-chair）形配座。